# Евристика
Еври́стика (грец. ευρίσκω (heuristiko) — знаходжу, відшукую, відкриваю) — наука, яка вивчає творчу діяльність, методи, які використовуються у відкритті нового і в навчанні.
Також, евристиками називають сукупність методів пошуку розв'язку задачі — розумові скорочення або емпіричні правила, які значно прискорюють процес прийняття рішень. Хоча ці швидкі шляхи не завжди можуть давати найкращі чи найточніші рішення, зазвичай вони достатньо хороші та вимагають менше когнітивних зусиль, ніж більш систематичні стратегії.
Евристика дозволяє швидко ухвалювати рішення в складних і невизначених ситуаціях. Принципи евристики використовуються коли вичерпний пошук рішення недоцільний або неможливий. Застосування евристики охоплює різні сфери, включаючи психологію, економіку, бізнес, інформатику тощо.
У психології евристика керує нашими щоденними рішеннями та судженнями. Наприклад, «евристика доступності» впливає на наше сприйняття ризику на основі того, наскільки легко релевантні приклади спадають на думку.
В економіці та бізнесі евристика інформує споживачів про купівельні рішення та стратегічні рішення менеджерів. Вони також мають вирішальне значення для штучного інтелекту (ШІ), де «евристичні методи пошуку» керують вирішенням проблем і завданнями оптимізації.

## Історія
Евристика має довгу історію у філософії та науці. Наприклад, відомо, що давньогрецькі математики, такі як Архімед, використовували евристику. У сучасній психології евристика стала важливою темою з роботою Герберта Саймона, який був удостоєний Нобелівської премії за дослідження процесів прийняття рішень в економічних контекстах.
Герберт Саймон став піонером у галузі сучасної евристики, запровадивши концепцію «обмеженої раціональності», яка пояснює, що прийняття людських рішень не завжди є раціональним через обмеження інформації, часу та власних когнітивних здібностей. Робота Саймона заклала основу для майбутніх досліджень евристики.
Також, важливий внесок зробили Амос Тверські та Деніел Канеман, які визначили кілька евристик, якими люди користуються для прийняття суджень в умовах невизначеності, як-от доступність, репрезентативність та прив'язка. Ці дослідники також окреслили, як покладання на евристику може призвести до систематичних когнітивних упереджень.
Ґерд Ґіґеренцер та його колеги розвинули цю концепцію ще далі, обговорюючи «швидкі та економічні» евристики — прості правила прийняття рішень, які в певних ситуаціях працюють порівняно або навіть краще, ніж складні стратегії.

## Загальний опис
Евристичний — термін стосується способу вибору цілі або напрямку в розв'язуванні задачі, правильність якого на кожному кроці невідома або не може бути підтверджена. Такі методи як генетичний алгоритм або нейронна сітка використовують для ухвалення рішень евристичні способи, які можуть ґрунтуватися на суто емпіричній інформації, що не піддається суворій раціоналізації. Використовується в комбінаторній хімії та при плануванні експериментів.
Евристичні методи (друга назва Евристики) дозволяють пришвидшити процес розв'язання задачі. Значний інтерес до їх дослідження виник у зв'язку з можливістю вирішення ряду задач (розпізнавання об'єктів, доведення теорем і т. д.), в яких людина не може дати точний алгоритм вирішення з допомогою технічних засобів. Метою Евристики є побудова моделей процесу розв'язання якої-небудь нової задачі.
Існують такі типи моделей:
- модель сліпого пошуку, яка спирається на так званий метод проб і помилок;
- лабіринтна модель, в якій задача розглядається як лабіринт, а процес пошуку розв'язку — як прохід лабіринтом;
- структурно-семантична модель, яка вважається в наш час[коли?] найповнішою і яка відображає семантичні відношення між об'єктами, які складають область задачі.

Евристика пов'язана з психологією, фізіологією вищої нервової діяльності, кібернетикою і т. д.
Евристики:
1. Сукупність методів пошуку розв'язку задачі. Це розумові скорочення або емпіричні правила, які значно прискорюють процес прийняття рішень. Хоча ці швидкі шляхи не завжди можуть давати найкращі чи найточніші рішення, зазвичай вони достатньо хороші та вимагають менше когнітивних зусиль, ніж більш систематичні стратегії.[1]
2. Спосіб навчання, який бере свої початки від Сократівської маєвтики.

## Причини
Потреба в ефективних прийомах та методах активізації творчого мислення виникла дуже давно. Хоча до недавнього часу інженерна праця розглядалася як процес, що носить виключно раціональний характер і емоційного забарвлення взагалі позбавлений. Разом з тим, ефективність праці інженера, конструктора, дослідника визначається не тільки рівнем знань та досвіду, хоча це й необхідно, а й багатством уяви, розвиненістю фантазії, вмінням абстрагуватися та бачити суть речей не тільки через мікроскоп. Альберт Ейнштейн стверджував, що «Уява є важливішою за знання, бо знання має межі. Тим часом уява охоплює все на світі, стимулює прогрес і є джерелом його еволюції.». Уява (фантазія) — це психічний процес, що полягає у створенні образів на основі переробки колишніх сприйняттів. Розвиток цих якостей у творців нової техніки є важливим фактором у подоланні аморфності, інертності мислення та прискорення пошуку розв'язків поставлених задач. З цією метою використовують різноманітні евристичні прийоми у вигляді асоціацій, аналогій, контрольних питань, прийомів усунення технічних суперечностей.
Використання абстрактних понять може заплутати, бо навіть в точній конкретній літературі одну й ту саму евристичну реалію називають прийомом, методом, методологією абощо. Отже домовимось з термінологією. Прийом — це елементарна дія або кілька елементарних дій, що виконується за певними правилами для досягнення певної мети. Метод — це спосіб досягнення якоїсь мети, вирішення конкретної задачі, що розглядається як сукупність прийомів або операцій практичного або теоретичного освоєння (пізнання) дійсності. Методика — це сукупність прийомів та методів, що виконуються за певними правилами та в певній послідовності для досягнення поставленої мети. А методологія — це вчення про структуру, логічну організацію, методи та засоби діяльності. Методологія науки — це вчення про принципи побудови, форми та методики наукового пізнання.

## Евристичний метод
Полягає у взаємодії викладача й учнів на основі створення інформаційно-пізнавальної суперечності між теоретично можливим способом вирішення проблеми і неможливістю застосувати його практично, з метою організації самостійної роботи учнів щодо засвоєння частини програми за допомогою проблемно-пізнавальних завдань.
Викладач, визначивши обсяг, рівень складності навчального матеріалу, викладає його матеріал у формі евристичної бесіди, дискусії чи дидактичної гри, поєднуючи часткове пояснення нового матеріалу з постановкою проблемних питань, пізнавальних завдань чи експерименту. Це спонукає учнів до самостійної пошукової діяльності, оволодіння прийомами активного мовленнєвого спілкування, постановки й вирішення навчальних проблем.
Важливо при цьому пояснити матеріал, який учні не можуть засвоїти самостійно, формуючи високий (дослідницько-логічний) рівень проблемності, властивий діяльності в новій ситуації, коли алгоритм дії невідомий. У такій діяльності мають переважати логічні процедури аналізу, порівняння, узагальнення.
Сутність евристичного методу навчання полягає у створенні третього типу проблемних ситуацій (рідше — другого) — суперечності між теоретично можливим способом вирішення проблеми і практичною його нездійсненністю. Його використовують у випадку значного обсягу в учнів опорних знань та вмінь, необхідних для вирішення навчальної проблеми.
Слово «ЕВРИСТИКА» позначає «метод знаходження» (або винаходів). Підвалини цього методу закладалися ще у філософській концепції Сократа. Але тільки в двадцятому столітті це поняття отримало не тільки широку сферу вживання, а й практичне використання — «Евристичне мислення», «Евристичні прийоми й методи», «евристічна властивість». В будь-якому разі «евристика» — це щось, пов'язане з творчістю, а зокрема з творчім пошуком.
Наукова література не має одного усталеного тлумачення евристики як такої. В роботах Р. Перельмана з інтенсифікації науково-технічної творчості це поняття ототожнюється з психологією наукової творчості: «Психологія наукової творчості — евристика — вивчає, як вирішуються наукові задачі, що вимагають, окрім знань та вмінь, ще й кмітливості, здогадки.»
Психолог Я. Пономарьов стверджує, що евристика — це "абстрактно-аналітична наука, що вивчає один з структурних рівнів організації творчої діяльності та її продуктів. Радянський енциклопедичний словник дає наступні визначення евристики:
1. Спеціальні методи, що використовуються в процесі відкриття (створення) нового (евристичні методи).
2. Наука, що вивчає продуктивне та творче мислення (евристичну діяльність).

Психолог В. Пушкін вважає, що евристика — це «галузь знання, що вивчає формування нових дій в незвичайній ситуації», вона може бути наукою тільки в тому разі, якщо евристичні процеси, що призводять до цих нових дій, знайдуть нарешті свій математичний опис. Наведені концепції, які, звичайно, не є вичерпними, свідчать про те, що евристика як самостійна наука ще не сформувалася (а що ж тоді, пробачте, казати про психологію журналістської творчості?). Але знов-таки, це «національно-суб'єктивна» думка радянських вчених. Незважаючи на велику кількість наукових праць, що присвячені питанням евристики, вони, як правило, стосуються її окремих проблем, і не дають чітких уявлень ані про об'єкт, ані про суб'єкт евристики, ані про її статус серед інших наук. Хіба що в роботах Г. Буша та К. Буша простежується спроба узагальнення численних концепцій та формулювання на цій основі визначення статусу та предмета евристики. За їхнім визначенням, евристика — «це загальнонаукова теорія вирішення проблемних задач, що виникають у людській діяльності та спілкуванні.» А предметом її, відповідно, є «виявлення, обробка та впорядкування закономірностей, механізмів та методологічних засобів антиципації (передбачення) та конструювання нового знання та цілеспрямованих способів діяльності та спілкування, що створюються на основі узагальнення наявного досвіду та випереджувального зображення моделей майбутнього з метою повнішого задоволення потреб людей».
Власне, з погляду узагальнення окремих підходів до евристики ця спроба є вдалою, але разом з тим, вочевидь, прагнення до розділення спільності завадило авторам у даному визначенні вилити специфічні риси саме евристики, і в результаті того під дане визначення можна підвести і прогнозування, і системний підхід, а з натяжкою — взагалі що завгодно з цієї сфери.
Зусилля тлумачень евристики свідчить про різний зміст цього поняття у суб'єктивному розумінні авторів кожної концепції. При цьому спільним та безперечним є те, що в усіх випадках евристика нерозривно пов'язана з творчою діяльністю і творчістю. Творчість та евристику в єдине ціле збирають уявлення про нетривіальність, неординарність, новизна та унікальність. Стосовно поняття «творчість» такими якостями характеризується результат творчої діяльності, а стосовно евристики — методи та засоби отримання цього результату.

## Евристичні методи активізації творчого мислення
А що таке асоціація? Під цим поняттям розуміють зображення в свідомості людини взаємозв'язку між предметами, явищами дійсності та психічними сприйняттями, відчуттями, руховими актами, уявленнями тощо. Асоціації, як правило, з'являються без активного сприйняття. Оригінальність, наповненість, яскравість асоціацій залежить від інтересів людини, її індивідуальних властивостей, реакцій та моментального спрямування свідомості. Дослідження психологів показали, що можливості людини генерувати асоціації обмежуються лише фактором часу, тому асоціації можна розглядати як джерело додаткової інформації, яку можна використовувати у творчому процесі.
Основна мета генерування асоціацій полягає в тому, що би «розхитати» стереотипні уявлення про об'єкт, який належить вдосконалити, активізувати фантазію та уяву, знайти ті аналогії, які можуть допомогти. Асоціації у творчому пошуку є прямими «підказками», як аналогії або як засоби перегляду аналогії між об'єктом, який розглядається, та об'єктом вдосконалення, винаходу. Остання властивість асоціацій найбільш цінна та посідає велику евристичну силу. Розрізняють асоціації за схожістю, контрастом та суміжністю. Асоціації за схожістю можуть бути використані як вихідні дані для прийомів евристичної інверсії (пошуку від кінця до початку), за суміжністю — для прийомів перетворення у просторі та часі. Всі приклади генерування асоціацій можна розділити на дві групи: прийоми вільних асоціацій та спрямованих детермінованих асоціацій. До вільних асоціацій відносять такі, генерування яких здійснюється без будь-яких обмежень смислового та граматичного характеру. При цьому асоціація може бути виражена будь-яким словом або групою слів. Генерування спрямованих асоціацій обмежується визначеними заздалегідь заданими умовами. До таких умов, наприклад, можна віднести генерування асоціацій за контрастом, виражених тільки однією частиною мови тощо, або асоціацій за схожістю, також виражених словами певної частини мови або символами, знаками тощо. Генерування як вільних, так і спрямованих асоціацій засновується на швидкій реакції на слово-подразнювач. Реакція людини на слово-подразнювач є глибоко індивідуальною і залежить від її інтелекту, темпераменту, умов, психофізіологічного стану тощо. Асоціації можна генерувати у вигляді групи на одне слово-подразнювач або у вигляді послідовності — «гірлянди», коли асоціація, викликана словом-подразнювачем, є в свою чергу словом-подразнювачем для наступної асоціації.
Вихідним подразнювачем для генерування асоціацій можуть бути відчуття, символи, будь-які предмети навколишнього світу, а також вдосконалюваний об'єкт та ключові слова, що для нього характерні. Генерування групи асоціацій може бути корисне як при пошуку нових технічних вирішень, так і на стадії постановки задачі для глибшого аналізу об'єкта, виявлення всіх можливих ознак та властивостей цього об'єкта. Гірлянда асоціацій може розглядатися як евристичний прийом, що використовується для відходу від традиційних, стереотипних порівнянь та аналогій та знаходження взаємозв'язків (аналогій) між об'єктом та віддаленим поняттям (асоціацією). Цей прийом може бути корисний у пошуку нових функцій, властивостей та якостей об'єкта.
Як вже було сказано, ефективність усіх евристичних прийомів, у тому числі і асоціацій, виявляється не стільки у забезпеченні прямого виходу на потрібне рішення, скільки у підготовці психіки людини до моменту «осяяння», у встановленні зв'язку між свідомістю та підсвідомістю та підключенням інтуїції.
Величезні можливості асоціацій для розвитку творчих первнів: пам'яті, швидкості мислення, уяви — очевидні. Використання метафоричних асоціацій до того ж розвиває образність мислення.
Можливо, колись евристика стане справжньою, повноцінною наукою, за допомогою якої людина навчиться сама стимулювати процес творчості.

## Метод евристичних питань
Цей метод відомий також як метод «ключових питань». Метод евристичних питань доцільно застосовувати для збору додаткової інформації в умовах проблемної ситуації чи упорядкування вже наявної інформації в самому процесі рішення творчої задачі. Евристичні питання служать додатковим стимулом, формують нові стратегії і тактики рішення творчої задачі. Не випадково в практиці навчання їх також називають навідними запитаннями, тому що вдало поставлене педагогом питання наводить учня на ідею рішення, правильної відповіді. Евристичним питанням приділяв багато уваги американський математик і педагог Д. Поя.
Варто помітити, що евристичні питання широко використовував у своїй науковій і практичній діяльності ще давньоримський філософ Квінтиліан. Він рекомендував усім великим політичним діячам для збору досить повної інформації про яку-небудь подію поставити перед собою наступні сім ключових (евристичних) питань і відповісти на них: хто? що? навіщо? де? чим? як? коли?
Метод евристичних питань базується на наступних закономірностях і відповідних їм принципах:
Проблемності й оптимальності. Шляхом мистецьки поставлених питань проблемність задачі знижується до оптимального рівня.
Дроблення інформації (евристичні питання дозволяють здійснити розбивку задачі на підзадачі).
Цілеспрямування (кожне нове евристичне питання формує нову стратегію — ціль діяльності).
Перевага методу евристичних питань полягає в його простоті й ефективності для рішення будь-яких задач. Евристичні питання особливо розвивають інтуїцію мислення, таку логічну схему рішення творчих задач. Недоліки й обмеження цього методу полягають у тому, що він не дає особливо оригінальних ідей і рішень і, як інші евристичні методи, не гарантує абсолютного успіху в рішенні творчих задач.